# ایکو ایشیوکا
ایکو ایشیوکا (ژاپنی: 石岡 瑛子 Ishioka Eiko; ۱۲ ژوئیهٔ ۱۹۳۸ – ۲۱ ژانویهٔ ۲۰۱۲) طراح صحنه و لباس و کارگردان هنری ژاپنی بود.
او جایزه اسکار بهترین طراحی لباس را برای فیلم دراکولای برام استوکر در ۱۹۹۲ دریافت کرد. در ۲۰۱۲ نیز نامزد جایزه اسکار بهترین طراحی لباس برای ای آینه ای آینه شد.

## فیلم‌شناسی
- یک زندگی در چهار بخش (۱۹۸۵)
- Closet Land (۱۹۹۱)
- دراکولای برام استوکر (۱۹۹۲)
- سلول (۲۰۰۰)
- سقوط (۲۰۰۶)
- Theresa: The Body of Christ (۲۰۰۷)
- فناناپذیران (۲۰۱۱)
- ای آینه ای آینه (۲۰۱۲)